# Novalukoml
Novalukoml (rusky i bělorusky Новалукомль) je město ve Vitebské oblasti v Bělorusku. K roku 2017 v něm žilo přes třináct tisíc obyvatel.

## Poloha
Novalukoml leží na východním břehu Lukomalského jezera v Čašnikském rajónu přibližně třiadvacet kilometrů od jeho správního střediska, města Čašniki.

## Dějiny
Novalukoml byl založen v roce 1964 současně s výstavbou Lukomalské elektrárny. Už v roce 1965 se stal sídlem městského typu a v roce 1970 městem.

### Rodáci
- Hanna Kozaková (*1974), sprinterka